# Åh, en sån fästman!
Åh, en sån fästman! (originaltitel: Love Is News) är en amerikansk komedifilm från 1937 i regi av Tay Garnett. Historien filmades på nytt 1947 med titeln Jag älskar dig, usling!, då med Tyrone Power i samma roll som i denna film, men med Gene Tierney i den kvinnliga huvudrollen.

## Handling
Reportern Steve Leyton (Tyrone Power) skriver en artikel om den rika arvtagerskan Tony Gateson (Loretta Young). Hon uppskattar inte det hela och bestämmer sig för att ge igen genom att hävda att Leyton är förlovad med henne. Plötsligt är nu alla reportrar efter honom och han får själv uppleva hur det är att alltid vara jagad av pressen.

## Rollista
- Tyrone Power - Steve Leyton
- Loretta Young - Tony Gateson
- Don Ameche - Martin J. Canavan
- Slim Summerville - Hart, domare
- Dudley Digges - Cyrus Jeffrey
- Walter Catlett - Eddie Johnson
- Pauline Moore - Lois
- Jane Darwell - Mrs. Flaherty
- George Sanders - Count Andre de Guyon
- Elisha Cook Jr. - Egbert Eggleston
- Edwin Maxwell - Kenyon